# Chuanshan
Chuanshan (en chino simplificado, 船山; pinyin, Chuánshān) es un distrito urbano bajo la administración directa de la ciudad-prefectura de Suining. Se ubica en la provincia de Sichuan, centro-sur de la República Popular China. Su área es de 615 km² y su población total para 2010 superó los 656 mil habitantes. 

## Administración
El distrito de Chuanshan se divide en 25 pueblos que se administran en 13 subdistritos, 7 poblados y 5 villas.

## Toponimia
En diciembre de 2003, se separó el Distrito Shizhong (市中区) para crear el distrito Chuanshan (船山区). El nombre del distrito proviene del seudónimo Chuanshan (船山) de Zhang Wentao (张问陶), un famoso poeta de la dinastía Qing que fue considerado el mejor poeta de Sichuan en su época.